# Noel Torres
Jesús Noel Torres Astorga (Badiraguato, Sinaloa, 1 de enero de 1988), conocido simplemente como Noel Torres, es un cantante y compositor mexicano.

## Carrera musical
Originario del Rancho El Varejonal en Badiraguato, Sinaloa, Noel Torres, comenzó a desarrollar su carrera profesional como cantautor en el género norteño-banda y posteriormente con Banda sinaloense.

## Discografía

### Álbumes de estudio
- 2010: Al Frente y de Frente
- 2011: Llegamos, Estamos y Seguimos
- 2012: De Ayer a Hoy
- 2013: La Estructura
- 2014: La Balanza
- 2016: Me Pongo de Pie
- 2017: La Vida a Mi Modo

## Premios y nominaciones
- 2014 Premios Billboard, Música Latina a Regional Mexican Songs - Artista del Año, Solista (nominado)[3]
- 2014-15 Premios Lo Nuestro, Álbum del Año - Regional Mexicano (nominado)[4]
- 2014-15 Premios Lo Nuestro, Artista Masculino del Año - Regional Mexicano (nominado)
- 2014 Premios Lo Nuestro, Canción del Año - Regional Mexicano (nominado)[5]
- 2014-15 Premios Lo Nuestro, Artista Norteño del Año - Regional Mexicano (nominado)[6]